# 彰94線
彰94線(崁頂～和平) ，是位於彰化縣田中鎮的一條鄉道，西起員集路三段（舊）、員集路三段125巷路口之鐵路平交道，東至山腳路四段、五段，全長1.816公里。

## 路線說明
- 田中鎮：崁頂（起點，員集路三段（舊）、員集路三段125巷路口之鐵路平交道）→和平路→和平（終點，山腳路四段、五段）

## 交會公路
- 東閔路三段
- 山腳路四段、五段